# Cidugala meynei
Cidugala meynei là một loài bọ cánh cứng trong họ Cerambycidae.